# Ле Бретон, Давид
Давид Ле Бретон (фр. David Le Breton, 26 октября 1953, Ле-Ман) — французский антрополог и социолог.

## Научный статус
Учился в Анже и Париже по специальности психопатология. Преподавал в католических университетах Анже и Брюсселя. Защитил диссертацию по социологии в 1987 году. Профессор Страсбургского университета. Заместитель директора Института социологии Страсбургского университета (1996—2004). Руководил книжными сериями Chemins de traverse (изд-во Armand Colin),
Nouveaux mondes (изд-во Belin), Pratiques physiques et sociétés.

## Научные интересы
Специалист по антропологии и социологии тела, чувств, способов социальной и символической репрезентации «я», с особенным вниманием к подростковому периоду социализации. Внимание к символическим аспектам телесного самоощущения и поведения сближает Лё Бретона с символическим интеракционизмом, анализом театрализованных аспектов публичного самопредставления у Ж.Дювиньо.

## Труды
- Тело и индивидуализм/ Corps et individualisme, Diogène, 1985
- Тело и общество/ Corps et société: essai de sociologie et d’anthropologie du corps , Librairie des Meridiens, 1985 (многократно переиздана).
- Антропология тела и современная эпоха/ Anthropologie du corps et modernité, PUF, 1990 (многократно переиздана; исп. пер. 1995, итал. пер. 2007).
- Страсть к риску/ Passions du risque, Éditions Métailié, 1991 (итал. пер. 1995).
- Лица, опыт антропологии/ Des visages: essai d’anthropologie, Éditions Métailié, 1992 (переизд. 2003; исп. пер. 2010)
- Освежеванная плоть: медицинское и обиходное отношение к телу/ La Chair à vif, Usages médicaux et mondains du corps humain, Paris, Éditions Métailié, 1993.
- Антропология боли/ Anthropologie de la douleur, Éditions Métailié, 1995 (переизд. 1997, 2006, 2012; исп. пер. 1999, нем. пер. 2003, тур. пер. 2005, итал. пер. 2007)
- Социология риска/ La Sociologie du risque, PUF, 1995 (переизд. 2012)
- О молчании/ Du silence, Éditions Métailié, 1997
- Повседневные страсти. Антропология эмоций/ Les Passions ordinaires. Anthropologie des émotions, A. Colin, 1998 (переизд. 2001, 2004, 2006; исп. пер. 1999)
- Прощание с телом/ L’adieu au corps, Éditions Métailié, 1999 (исп. пер. 2007)
- Похвала ходьбе/ Éloge de la marche, Éditions Métailié, 2000 (итал. пер. 2001, исп. пер. 2011)
- Подросток и его рискованное существование/ L’Adolescence à risque: corps à corps avec le monde , Autrement, 2002.
- Рискованное поведение/ Conduites à risque: des jeux de mort au jeu de vivre, PUF, 2002.
- Знаки идентичности: татуировка, пирсинг и другие телесные метки/ Signes d’identité. Tatouages, piercings et autres marques corporelles, Éditions Métailié, 2002.
- Социология тела/ La Sociologie du corps, PUF, 2002 (исп. пер. 2002, кор. пер. 2002, порт. пер. 2006)
- Кожа и след. О ранах самому себе/ La Peau et la Trace. Sur les blessures de soi, Éditions Métailié, 2003 (итал. пер. 2005)
- Символический интеракционизм/ L’Interactionnisme symbolique, PUF, 2004.
- Театр мира: читая Жана Дювиньо/ Le théâtre du monde : lecture de Jean Duvignaud, Sainte-Foy: Presses de l’Université Laval, 2004
- Вкус мира. Антропология чувств/ La Saveur du monde. Une anthropologie des sens, Éditions Métailié, 2006 (исп., итал. пер. 2007).
- В муках. Подросток и его вступление в мир/ En souffrance. Adolescence et entrée dans la vie, Éditions Métailié, 2007.
- Смерть на дороге/ Mort sur la route, Éditions Métailié, 2007 (роман, премия Michel Lebrun)
- Освежеванная плоть: от урока анатомии к пересадке органов/ La chair à vif: de la leçon d’anatomie aux greffes d’organes, Éditions Métailié, 2008
- Подростковые культуры: между турбулентностью и построением себя (ред.-сост.)/ (dir.) Cultures adolescentes: entre turbulence et construction de soi, Autrement, 2008.
- Молчание и слово против излишеств коммуникации/ Le silence et la parole contre les excès de la communication, Ramonville-St-Agne: Erès, 2009 (в соавторстве с Филиппом Бретоном)
- Опыт боли/ Expériences de la douleur, Éditions Métailié, 2010.
- Словарь отрочества и юности (ред.-сост.)/ (dir.) Dictionnaire de l’adolescence et de la jeunesse, PUF, 2010
- Звуки голоса. Антропология голосового поведения/ Éclats de Voix. Une Anthropologie des voix, Éditions Métailié, 2011.

## Интервью
- Entretiens avec David Le Breton: déclinaisons du corps, Montréal: Liber, 2004

## Признание
Работы Ле Бретона переведены на многие языки, включая турецкий и корейский.